# Сент-Онж, Мишель
Мише́ль Сент-Онж (фр. Michel St-Onge; род. 16 сентября 1944, Шавиниган, Квебек) — канадский кёрлингист и тренер по кёрлингу.
Бронзовый призёр чемпионата Канады среди мужчин (2000).

## Достижения
- Чемпионат Канады по кёрлингу среди мужчин: бронза (2000).

## Команды
| Сезон   | Четвёртый      | Третий         | Второй       | Первый     | Запасной        | Турниры |
| ------- | -------------- | -------------- | ------------ | ---------- | --------------- | ------- |
| 1999—00 | Франсуа Роберж | Максим Эльмале | Эрик Сильвен | Жан Ганьон | Мишель Сент-Онж | ЧК 2000 |

(скипы выделены полужирным шрифтом)

## Результаты как тренера
национальных сборных
| Год  | Турнир                                       | Сборная          | Место |
| ---- | -------------------------------------------- | ---------------- | ----- |
| 2006 | Чемпионат мира по кёрлингу среди мужчин 2006 | Канада (мужчины) | 2     |

клубных команд
| Год  | Турнир                                         | Команда (скип)            | Место |
| ---- | ---------------------------------------------- | ------------------------- | ----- |
| 2002 | Чемпионат Канады по кёрлингу среди мужчин 2002 | Квебек (Франсуа Роберж)   | 11    |
| 2005 | Чемпионат Канады по кёрлингу среди мужчин 2005 | Квебек (Жан-Мишель Менар) | 4     |
| 2006 | Чемпионат Канады по кёрлингу среди мужчин 2006 | Квебек (Жан-Мишель Менар) | 1     |
| 2008 | Чемпионат Канады по кёрлингу среди мужчин 2008 | Квебек (Жан-Мишель Менар) | 7     |
| 2009 | Чемпионат Канады по кёрлингу среди мужчин 2009 | Квебек (Жан-Мишель Менар) | 5     |
| 2018 | Чемпионат Канады по кёрлингу среди мужчин 2018 | Квебек (Mike Fournier)    | 10    |